# Фекета Володимир Петрович
Фекета Володимир Петрович (угор. Feketa Vlagyimir; * 29 червня 1960, Ужгород) — український фізіолог, доктор біологічних наук, професор, проректор з науково-педагогічної роботи ДВНЗ"УжНУ". Обраний дійсним членом Нью-Йоркської академії наук, його біографію включено у престижний Міжнародний біографічний довідник "Who’s Who in the World”.

## Освіта
У 1983 році закінчив УжНУ за спеціальністю лікувальна справа. 
Рік проходив інтернатуру з терапії, відтак вступив в очну аспірантуру Інституту фізіології НАН Білорусі за спеціальністю «нормальна фізіологія».
Захистив кандидатську дисертацію, став кандидатом медичних наук. Шість років працював на посадах молодшого та старшого наукового співробітника у цьому ж інституті.
У 1994 році захистив докторську дисертацію за спеціальністю «фізіологія людини і тварини» і став доктором біологічних наук. 
У цей період йому запропонували роботу в УжНУ. З того часу він працює на кафедрі фізіології УжНУ, спочатку на посаді доцента, професора, а з 1998 року –  завідувача кафедри.

## Наукова діяльність
Автор більше 80 наукових публікацій та 11 навчальних посібників. Серед них "Курс лекцій нормальної фізіології людини"